# Jordi Puiggalí i Clavell
Jordi Puiggalí i Clavell (Mataró, 1922 - Barcelona, 2018) fou un escultor i dibuixant català.

## Biografia
Escultor i dibuixant, Jordi Puiggalí estudia a l'Escola d'Arts i Oficis de Mataró on presenta la seva primera exposició individual (1945). Aparellador i llicenciat en Belles Arts (1970), va dedicar bona part de la seva vida a la docència, especialment a l'Escola d'Arts Aplicades i Oficis Artístics de Badalona, institució que va dirigir. Vinculat al Cercle Artístic, al FAD i a la desapareguda Associació d'Artistes Actuals, era membre del Cercle Artístic de Sant Lluc i fou distingit per l'Associació Sant Lluc per les Arts de Mataró, entitat a la qual pertanyia des dels seus inicis.
Deixeble de l'escultor Bohigas en talla i decoració i deixeble lliure de Vicenç Navarro i de Frederic Marés a l'Escola de Belles Arts, Puiggalí fou autor d'una prolífica i vasta obra que va merèixer diversos guardons. Era especialment reconegut pels seus nus femenins de línia noucentista i per la seva extensa obra religiosa repartida arreu del país i de la qual, a Mataró, se'n custodia una bona representació.
Entre els anys 1962 - 1963 va fer les escultures del Sant Crist, la Mare de Déu, i quatre medallons que representen els quatre evangelistes de la parròquia de la Mare de Déu de la Salut de Badalona
Jordi Puiggalí era, a més a més, un mestre del retrat, on s'hi va singularitzar combinant les arrels acadèmiques d'elaborada tècnica amb traços enèrgics i molt personals característics dels seus treballs. Tant en les seves escultures com en els seus dibuixos, Jordi Puiggalí excel·lia en aquesta complexa modalitat artística.